# Anders Christiansen
Anders Bleg Christiansen (Copenhague, Dinamarca, 8 de junio de 1990) es un futbolista danés que juega como centrocampista en el Malmö FF de la Allsvenskan sueca.

## Selección nacional
Ha sido internacional con la selección de fútbol de Dinamarca en 5 ocasiones.

## Clubes
| Club               | País      | Año       |
| ------------------ | --------- | --------- |
| Lyngby BK          | Dinamarca | 2008-2012 |
| F. C. Nordsjælland | Dinamarca | 2012-2014 |
| A. C. ChievoVerona | Italia    | 2015      |
| Malmö FF           | Suecia    | 2016-2017 |
| K. A. A. Gante     | Bélgica   | 2018      |
| Malmö FF           | Suecia    | 2018-     |

## Palmarés

### Campeonatos nacionales
| Título         | Club     | País   | Año  |
| -------------- | -------- | ------ | ---- |
| Allsvenskan    | Malmö FF | Suecia | 2016 |
| Allsvenskan    | Malmö FF | Suecia | 2017 |
| Allsvenskan    | Malmö FF | Suecia | 2020 |
| Allsvenskan    | Malmö FF | Suecia | 2021 |
| Copa de Suecia | Malmö FF | Suecia | 2022 |
| Allsvenskan    | Malmö FF | Suecia | 2023 |
| Copa de Suecia | Malmö FF | Suecia | 2024 |
| Allsvenskan    | Malmö FF | Suecia | 2024 |

### Distinciones individuales
| Distinción                               | Año  |
| ---------------------------------------- | ---- |
| Centrocampista del año en la Allsvenskan | 2017 |
| Jugador más valioso de la Allsvenskan    | 2017 |